# Timothy Crooks
Timothy Crooks, né le 12 mai 1949 à Wandsworth, est un rameur d'aviron britannique. 

## Carrière
Timothy Crooks participe aux Jeux olympiques de 1976 à Montréal et remporte la médaille d'argent avec le huit  britannique composé de John Yallop, Richard Lester, Hugh Matheson, David Maxwell, James Clark, Fred Smallbone, Leonard Robertson et Patrick Sweeney.